# Emilio Delgado
Emilio Delgado Martínez, más conocido como Emilio (interpretado por Fernando Tejero), es un personaje ficticio de la serie Aquí no hay quien viva. Natural de Córdoba, es el portero de la comunidad de vecinos de Desengaño 21 y aparece en todas las temporadas. Su padre es Mariano, que al principio aparece esporádicamente en la primera temporada y luego hace de okupa en la portería. En sus ratos libres va al videoclub y se reúne con sus amigos formando el «consejo de sabios».

## Apariciones

### EnAquí no hay quien viva
Llevaba siete años trabajando como conserje de la comunidad de Desengaño, 21, sin contrato ni seguridad social, y cobrando el mísero sueldo de cuatrocientos euros mensuales. Es el hijo de Antonia Martínez y Mariano Delgado, un vendedor de enciclopedias. Cuando sus padres se separaron debido a que la madre de Emilio decidió dejar a su marido por un vendedor de bombillas, Mariano se fue a vivir a la portería con su hijo, Emilio, a quien le hicieron un contrato en tiempos cercanos a la Nochebuena. 
Ha tenido numerosos vaivenes con la inquilina del 3.° B, Belén López Vázquez. Aunque ella siempre dice que no le gusta Emilio, en realidad está muy enamorada de él. Una vez fue despedido por tener que operarse, ya que, al volver, su sustituto, un portero elegante llamado Amador Carrión, era más eficiente trabajando que él; aunque finalmente fue recontratado cuando Amador dimitió por el acoso al que era sometido por sus vecinas del 1.° A, Marisa, Concha y Vicenta. Tiempo después de eso volvió a ser despedido debido a la propuesta de Gregorio, el nuevo administrador de la comunidad, de recortar gastos innecesarios como el conserje, despido que terminó en un juicio por no haber sido indemnizado y que parecía que iban a ganar los vecinos. Pero el presidente de la comunidad, Juan Cuesta, se compadeció de Emilio y adimitió que había estado doce años trabajando sin contrato hasta hacía menos de un año y medio. Después del juicio Emilio exigió que le readmitiesen en el edificio.
A finales de la cuarta temporada decidió retomar su relación fallida con Belén, fingiendo su muerte para estafar a Poseidón Seguros y huir a una isla de las Bahamas con su novia, con la idea de ser felices para siempre. Aunque la estafa les salió bien, una celosa madre de Belén, María Jesús, les dijo a los peritos de Poseidón Seguros que habían sido estafados, por lo que Belén y Emilio son enviados a prisión preventiva tras ser extraditados a España. Pese a que logran pagar el dinero de la fianza, deciden fingir que se casan para emplear el dinero de los regalos de boda en pagar la denuncia por estafa al seguro. Después de casarse Belén le pide el divorcio, pues ella quería a Paco; pero al final no se decide por ninguno de los dos. Al final de la serie se marcha con Paco para recorrer Europa en una autocaravana.

### Otras apariciones
En el libro Un poquito de por favor: manual para sobrevivir en una comunidad de vecinos, Emilio aparece como personaje principal en donde da las claves para sobrevivir en una comunidad de vecinos.

## Creación y concepción
El actor iba a interpretar el papel de Paco, pero, tras el abandono del actor que iba a interpretar el papel de Emilio, la directora de casting, Arnao, decidió darle este papel. Para interpretar a su personaje se entrevistó con varios porteros, que coincidieron en que su puesto va asociado a la discreción, aunque sin embargo difería del personaje, al ser éste bastante cotilla. La muletilla del personaje, «un poquito de por favor», fue ideada por el propio actor debido a un error que cometió.

## Personalidad y relación con otros personajes
Emilio solo quiere vivir sin preocupaciones y tener una novia fija. En esta búsqueda consigue varias pretendientas: Belén, con la que se ha unido y separado sin saber si estaban aún juntos o no; Rocío, una cartera mulata con un hijo pequeño que le dejó en el altar; Carmen, su profesora de la facultad, y Raquel, una transexual a la que abandona por no entender su sexualidad. Es un chismoso y siempre tiene una respuesta para todo.
Emilio se enorgullece de ser portero y es apreciado por los inquilinos de Desengaño, 21. Cuando se enfada, suele utilizar la frase «un poquito de por favor». La relación con su padre no es buena, ya que le ha echado de su casa en varias ocasiones, aunque luego le deja volver.

## Recepción
Gracias a este personaje el actor Fernando Tejero ganó el Fotogramas de Plata 2004 al mejor actor de televisión, el TP de Oro 2004 al mejor actor y el de la Unión de Actores de 2003 al mejor actor protagonista de televisión. Además, fue nominado en dos ocasiones en los Premios ATV en la categoría de mejor interpretación masculina en 2003, una vez en la misma categoría en los Fotogramas de Plata en 2003 y otra a los Premios Zapping en el mismo año.
Su coletilla, «un poquito de por favor», fue muy aceptada por el público y fue utilizada posteriormente en el programa Vaya semanita.

## Adaptaciones a otros medios
La serie ha sido adaptada a varios medios, aunque los personajes suelen diferir en ciertos aspectos. En la versión chilena, el personaje fue interpretado por Mauricio Diócares (aunque el personaje recibe el nombre de David); en la argentina, por Daniel Hendler (aunque el personaje recibe el nombre de Román); en la colombiana, por Jimmy Vázquez (aunque el personaje recibe el nombre de Wilson Emilio); en la portuguesa, por Pedro Diogo; en la griega el personaje recibe el nombre de Constantino; en la francesa, por Didier Becchetti (aunque el personaje recibe el nombre de Régis).